# 伊賈斯拉夫區

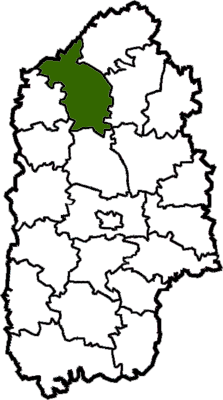
伊賈斯拉夫區在赫梅利尼茨基州的位置

伊賈斯拉夫區（烏克蘭語：Ізяславський район），曾是烏克蘭西部赫梅利尼茨基州的一個區，行政中心設於伊賈斯拉夫，面積1,250平方公里，2015年人口45,233，人口密度每平方公里36.19人。
该区在2020年乌克兰行政区划改革中撤销，其范围并入舍佩蒂夫卡區。